# المنشية (جنين)
المنشية هي تجمع سكني فلسطيني يقع إلى الجنوب الغربي من مدينة جنين على مسافة 19 كم شمال الضفة الغربية. تقع ضمن خدمات مجلس كفر قود.

## السكان
بلغ عدد سكانها، 157 نسمة بموجب احصاء عام 2004، ووفقا للجهاز المركزي للإحصاء الفلسطيني،كان عدد سكان القرية حوالي 156 نسمة في منتصف عام 2006يبلغ عدد الأبنية التي شملتها عملية المسح الميداني لمركز رواق المعماري، موقعين فقط، يعودان إلى السنوات 1900 و1940.

## وصلات خارجية
- صفحة قرية المنشية (جنين) في موقع «فلسطين في الذاكرة».